# Моето добро семейство
Моето добро семейство (на турски: Benim Güzel Ailem) е турски телевизионен сериал в жанра на семейната и романтична комедия, продуциран от Fabrika Yapım, чийто първи епизод е излъчен на 21 юни 2023 г., режисиран от Садулах Джелен и по сценарий на Байкут Бадем. Той е адаптиран от южнокорейския телевизионен сериал Once Again. Сериалът приключва със своя 22-ри епизод, който е излъчен на 6 декември 2023 г.

## Актьорски състав
- Ердал Йозягджълар – Расим Акьол
- Серай Гьозлер – Джанан Акьол
- Онур Булду – Ферди Акьол
- Мелис Бабадаа – Йознур Акьол
- Сера Пиринч – Дамла Акьол
- Айджан Коптур – Дениз Акьол Илхан
- Баръш Йълдъз – Каан Илхан
- Ердем Акакче – Недим Титизел
- Мелтем Памиртан – Деря Титизел
- Нергис Кумбасар – Ферял Илхан
- Топрак Джан Адъгюзел – Сина Оранлъ
- Ебрар Карабакан – Тууче Титизел
- Утку Джошкун – Емре Улуджаксъз
- Емре Аккуш – Оуз Илхан
- Мюнире Апайдън – Фидан
- Халил Ибрахим Калайджъоглу – Махмут
- Уфук Йозкан – Аднан Гьозюачък

## Излъчване
| Сезон | Епизоди | Начало на сезона | Край на сезона  | Всички епизоди | ТВ сезон | ТВ канал | Дата и час    |
| ----- | ------- | ---------------- | --------------- | -------------- | -------- | -------- | ------------- |
| 1     | 22      | 21 юни 2023      | 6 декември 2023 | 1 – 22         | 2023     | TRT 1    | сряда (20:00) |